# شهرستان مارشال (کانزاس)
شهرستان مارشال، کانزاس (به انگلیسی: Marshall County, Kansas) یک سکونتگاه مسکونی در ایالات متحده آمریکا است که در کانزاس واقع شده‌است.